# Gymnetron beccabungae
Gymnetron beccabungae är en skalbaggsart som först beskrevs av Carl von Linné 1761.  Gymnetron beccabungae ingår i släktet Gymnetron, och familjen vivlar. Arten är reproducerande i Sverige.